# Сундсвалль
Сундсвалль (швед. Sundsvall) — город в Швеции, в лене Вестерноррланд, центр одноименной коммуны. Расположен в природной гавани на северно-восточном побережье Ботнического залива в 395 километрах к северу от Стокгольма.
Сундсвалль основан в 1621 году.
Город четыре раза сгорал дотла, и четыре раза его восстанавливали. Первый раз город был подожжен русской армией во время Северной войны в 1721 году. Последний пожар (1888 год) был величайшим в шведской истории. Причиной стала искра от парохода. После этого пожара центр был застроен каменными зданиями, отсюда появилось прозвище городского центра — «Каменный город» (швед. Stenstaden).
В начале XX века в Сундсвалле бурно развивалась лесная промышленность. Здесь произошла первая крупная забастовка в Швеции (1879). Как наследие тех времён жители Сундсвалля больше поддерживают социал-демократов и социалистов, чем остальные шведы.
Сундсвалль — центр целлюлозно-бумажной промышленности и производства алюминия. В городе расположен главный университетский городок Университета средней Швеции.
В 2003 году в городе прошли Зимние Сурдлимпийские игры (среди инвалидов по слуху).
В 2014 году коммуна Сундсвалль вошла в состав 52 шведских коммун, которые обеспечивают своим финноязычным жителям дошкольное воспитание, а также уход за престарелыми на финском языке. На эти цели коммуне выделяется финансовая поддержка от государства.

## Климат
| Показатель              | Янв.  | Фев.  | Март | Апр. | Май  | Июнь | Июль | Авг. | Сен. | Окт. | Нояб. | Дек.  | Год  |
| ----------------------- | ----- | ----- | ---- | ---- | ---- | ---- | ---- | ---- | ---- | ---- | ----- | ----- | ---- |
| Средний максимум, °C    | −4,9  | −3    | 1,7  | 6,7  | 13,5 | 19,0 | 20,5 | 19,0 | 14,0 | 8,4  | 1,1   | −2,9  | 7,8  |
| Средняя температура, °C | −9    | −7,9  | −3,1 | 2,1  | 7,8  | 13,4 | 15,3 | 14,0 | 9,4  | 4,5  | −2    | −6,7  | 3,2  |
| Средний минимум, °C     | −13,5 | −12,7 | −7,7 | −2,4 | 2,1  | 7,8  | 10,3 | 9,2  | 5,3  | 0,9  | −5,3  | −10,7 | −1,4 |
| Норма осадков, мм       | 40    | 30    | 34   | 31   | 38   | 43   | 62   | 67   | 66   | 52   | 55    | 52    | 570  |
| Источник: World Climate |       |       |      |      |      |      |      |      |      |      |       |       |      |

## Города-побратимы

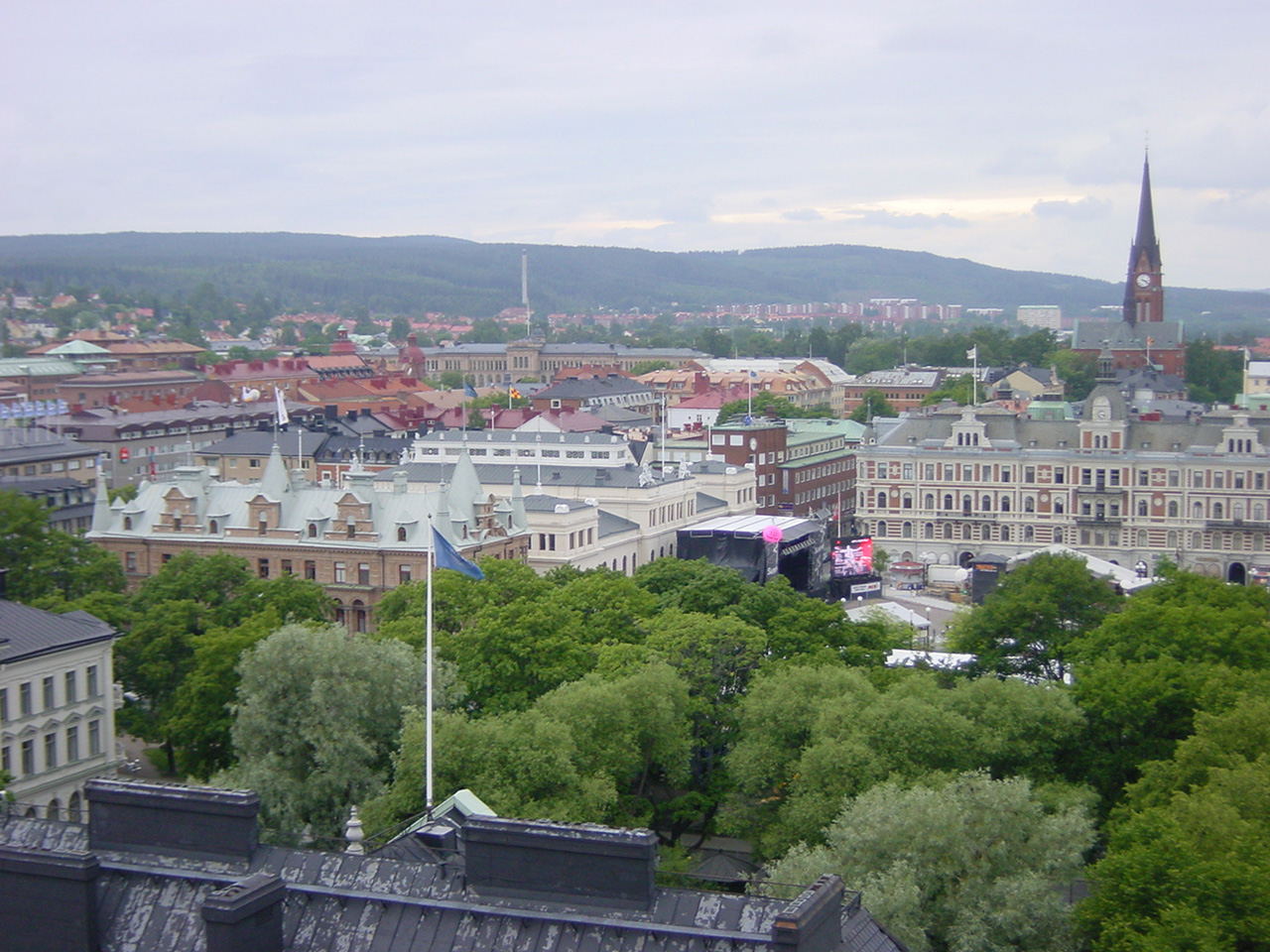

- Пори, Финляндия
- Порсгрунн, Норвегия
- Сённерборг, Дания
- Волхов, Россия
- Конин, Польша